# Crombrugghia reichli
Crombrugghia reichli là một loài bướm đêm thuộc họ Pterophoridae. Nó được tìm thấy ở miền đông vùng Địa Trung Hải, bao gồm Cộng hòa Síp và Thổ Nhĩ Kỳ.
Sải cánh dài 19–24 mm. Con trưởng thành bay vào tháng 5 (Thổ Nhĩ Kỳ) và từ tháng 7 đến tháng 8 (in Cyprus). There is one hoặc có thể two generations per year.